# Frank Jullien
Frank Jullien – szwajcarski strzelec, medalista mistrzostw świata.
Był związany z Genewą. Szwajcar zdobył medale w dwóch edycjach światowych mistrzostw. W pierwszej tego typu imprezie Jullien był wyraźnie najlepszym zawodnikiem całych mistrzostw, gdyż zdobył medale we wszystkich pięciu konkurencjach; uzyskał cztery złote (w tym jeden w zawodach drużynowych) i jeden srebrny (przegrał jedynie z Norwegiem Ole Østmo). Zwycięzcy tych zawodów zostali automatycznie rekordzistami świata (czyli Jullien był nim czterokrotnie). 
Na kolejnych mistrzostwach w 1898 roku Szwajcar zdobył tylko brąz w konkurencji drużynowej. Źródła nie odnotowują jego żadnych dalszych sukcesów na mistrzostwach świata; nie brał też udziału w igrzyskach olimpijskich.

## Medale mistrzostw świata
Opracowano na podstawie materiału źródłowego:
| Mistrzostwa | Konkurencja                                     | Wynik                 | Miejsce |
| ----------- | ----------------------------------------------- | --------------------- | ------- |
| Lyon 1897   | Karabin dowolny, trzy pozycje, 300 m            | 942 punkty            |         |
| Lyon 1897   | Karabin dowolny, trzy pozycje, 300 m, drużynowo | 2310? punktów (druż.) |         |
| Lyon 1897   | Karabin dowolny leżąc, 300 m                    | 324 punkty            |         |
| Lyon 1897   | Karabin dowolny klęcząc, 300 m                  | 321 punktów           |         |
| Lyon 1897   | Karabin dowolny stojąc, 300 m                   | 298 punktów           |         |
| Turyn 1898  | Karabin dowolny, trzy pozycje, 300 m, drużynowo | 4216 punktów (druż.)  |         |